# Баженов, Георгий Иннокентьевич
Гео́ргий Инноке́нтьевич Баже́нов (1927―1984) ― российский художник, Заслуженный художник Бурятской АССР.

## Биография
Родился 6 мая 1927 года в селе Верхний Мангиртуй Бичурского района Бурят-Монгольской АССР. В 1933 году его родителей раскулачили и семье пришлось переехать в город Верхнеудинск (ныне Улан-Удэ).
В военные годы Баженов посещал кружок рисования в Доме пионеров имени Постышева. Судьбоносной для него оказалась встреча с народным художником Бурятии Цыренжапом Сампиловым. В первых рисунках юноши мастер угадал дарование и направил его учиться в Иркутское художественное училище. Еще два года Баженов учился в Москве.
В 1958 году окончил Киевский государственный художественный институт, став первым художником Бурятии, получившим высшее образование.
В том же году вернувшись на родину, он сразу же принялся за работу, готовясь ко второй декаде бурятского искусства и литературы в Москве. В столице он представил 12 больших и малых полотен, получивших доброжелательную оценку критики. Это, как указывалось в печати, «… интересные работы, дающие право надеяться на дальнейшие возможности творческого роста».
Картина «Родные мелодии» написана профессионально и талантливо. Работы «Багульник», «Перед грозой», «Хамар Дабан», «На водопое» показали и подтвердили высокое мастерство Баженова как художника. Все эти картины на сегодняшний день хранятся в музее им. Ц. С. Сампилова.
Художник любил природу родного края и запечатлел красоты Бурятии в своих пейзажах «Лунная ночь на Байкале» (1978), «Омулёвка» (1976), «Зима», «Летний день. Дача художника Г. Павлова», «Весна», «Хилок у Мангиртуя» (1979) выполнены просто и добротно, с характерной выверенностью тоновых и цветовых отношений.
Одной из самых известных картин Баженова является полотно «Сурхарбан», написанный им после поездки в Джидинский район Бурятии. Эта картина поражает своими размерами и колоритом красок. Композиция картины растянута по горизонтали, захватывая огромный простор степи, с вершинами гор на далеком горизонте, и всё это наполнено ярким светом. Не зря его называли «Мастером солнечной кисти».
За большой вклад в изобразительное искусство республики Баженов был удостоен звания «Заслуженный художник Бурятской АССР».
Умер в 1984 году в Улан-Удэ.
К 80-летию со дня рождения художника в 2007 году прошла его персональная выставка в республиканском художественном музее имени Цыренжапа Сампилова.